# Augusto Corrêa
Augusto Corrêa est une municipalité brésilienne située dans l'État du Pará.